# Nova Blahovișcenka, Hornostaiivka
Nova Blahovișcenka (în ucraineană Нова Благовіщенка) este un sat în comuna Slavne din raionul Hornostaiivka, regiunea Herson, Ucraina.

## Demografie
Componența lingvistică a localității Nova Blahovișcenka
     Ucraineană (98,13%)
     Rusă (1,88%)
Conform recensământului din 2001, majoritatea populației localității Nova Blahovișcenka era vorbitoare de ucraineană (98,13%), existând în minoritate și vorbitori de rusă (1,88%).